# Inotropni učinek
Inotropni učinek je učinek, ki ga ima neka snov ali dejavnik na moč mišične kontrakcije, zlasti srčne mišice. Poznamo pozitivni in negativni inotropni učinek:
- pozitivni inotropni učinek – pride do povečanja moči mišične kontrakcije srčne mišice,
- negativni inotropni učinek – pride do zmanjšanja moči mišične kontrakcije srčne mišice.

Moč mišične kontrakcije srca je odvisna od količine kalcijevih ionov v citoplazmi srčnomišičnih celic. Poglaviten dejavnik, ki vpliva na vstop kalcijevih ionov v celico, je aktivnost napetostno odvisnih kalcijevih kanalčkov, ki vplivajo na vpljavljanje kalcijevih kationov v celico in izplavljanje natrijevih ionov iz nje. Snovi s pozitivnim inotropnim učinkom običajno povečajo znotrajcelično koncentracijo kalcijevih ionov, obratno pa jo snovi z negativnim inotropnim učinkom zmanjšujejo.

## Pozitivni inotropni učinek
Pozitivni inotropni učinek na srce izkazuje aktivnost simpatičnega živčevja.
Tudi številne učinkovine, zlasti tiste, ki se uporabljajo pri motnjah srčne funkcije, kot so dekompenzirano kongestivno srčno popuščanje, kardiogeni šok, septični šok, srčna kap, kardiomiopatija itd., izkazujejo pozitivni inotropni učinek.
Primeri učinkovin, ki delujejo pozitivno inotropno na srce:
- amjodaron
- berberin
- kalcij
- učinkovine, ki povečajo občutljivost za kalcij
  - levosimendan
- aktivatorji miozina v srčni mišici
  - omekamtiv
- kateholamini
  - dopamin
  - dobutamin
  - dopeksamin
  - adrenalin
  - izoprenalin
  - noradrenalin
- angiotenzin II
- digoksinin
- digitalis
- eikozanoid
  - prostaglandini[5]
- zaviralci fosfodiesteraze
  - enoksimon
  - milrinon
  - amrinon
  - teofilin
- glukagon
- inzulin

## Negativni inotropni učinek
Učinkovine, ki imajo negativni inotropni učinek in tako zmanjšajo kontraktilnost (krčljivost) srčne mišice, se uporabljajo pri stanjih, kot je angina pektoris, njihova uporaba pa lahko poslabša ali sproži srčno popuščanje (vendar pa nekateri zaviralci beta zmanjšujejo smrtnost in obolevnost pri kongestivnem srčnem popuščanju).
- zaviralci beta
- zaviralci kalcijevih kanalčkov
  - diltiazem
  - verapamil
  - klevidipin
- antiaritmiki razreda IA
  - kinidin
  - prokainamid
  - dizopiramid
- antiaritmiki razreda IC
- flekainid